# ثابسيا زغبية

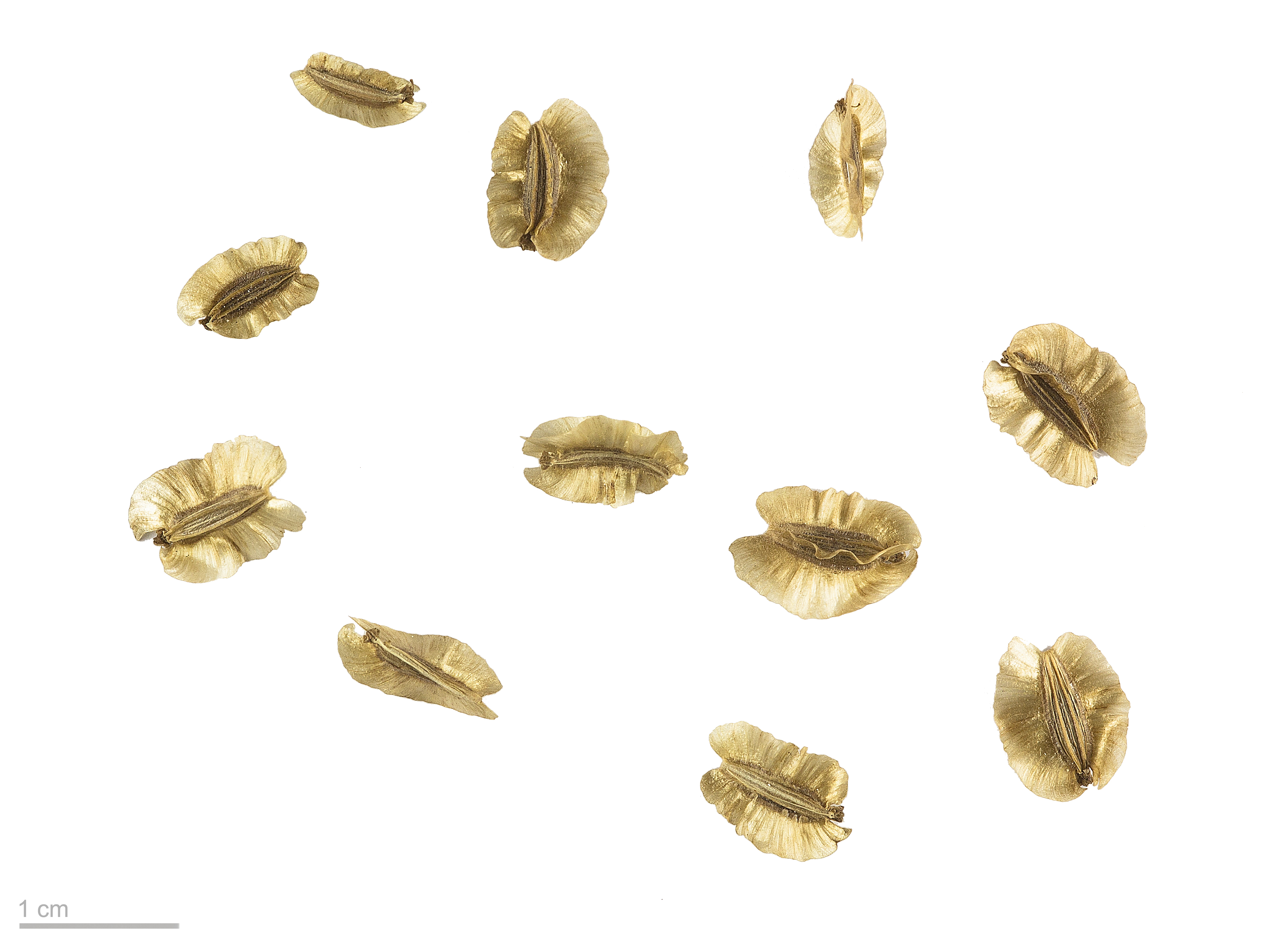
ثابسيا زغبية- متحف تولوز

ثابسيا زغبية او تُوفلت (بالإنجليزية: Thapsia villosa)‏، المعروفة باسم الجزر السام المفلطح، عُرفت بأنها نوع من النباتات العشبية السامة من جنس ثابسيا. تنمو إلى حوالي 70 إلى 190 سم في الطول. لها أوراق ريشية مشعرة مع أعناق تشبه الغمد. الزهور صفراء اللون وتُحمل على مظلات مركبة. تتطور إلى ثمار بأربعة أجنحة مميزة للجنس. موطنها الأصلي جنوب غرب أوروبا وشمال غرب إفريقيا حول البحر الأبيض المتوسط. اُستخدم النبات على نطاق واسع للطب التقليدي منذ حوالي القرن الثالث قبل الميلاد.

## التصنيف
وُصف نبات ثابسيا الزغبية لأول مرة من قبل كارولوس لينيوس في كتابه "أنواع النباتات" عام 1753. يصنف هذا النبات تحت جنس ثابسيا، من الفصيلة الفرعية خيميات، التابعة لفصيلة الجزر والبقدونس خيمية. عُرف على صنفين منه: ثابسيا. فيلوسا فار. فيلوسا وثابسيا. فيلوسا فار. ديسكتا.
اسم الجنس ثابسيا مشتق من الاسم اليوناني القديم θαψία (thapsía) لأعضاء هذا الجنس. يعتقد اليونانيون أنه نشأ من مدينة ثابسوس القديمة في صقلية. الاسم النباتي زغبي مشتق من الكلمة اللاتينية villōsus والتي تعني "شعري" أو "مشعر".
يعرف هذا النبات باللغة الإنجليزية باسم "الجزرة المميتة المشعرة" أو ببساطة "الجزرة المميتة". كما يعرف بعدد كبير من الأسماء الشائعة في لغات أخرى، بما في ذلك الدرياس بالعربية؛ زوميلو وكانايا في الإسبانية؛ بالادرا في الكتالانية؛ كروكا في مايوركان؛ توربيت-دا-تيرا بالبرتغالية؛ بيرميدور بالباسكية؛ توربيت باتارد بالفرنسية؛ وتوربيتو فالسو بالإيطالية.

## الوصف
ثابسيا الزغبية نبات معمر يصل ارتفاعه من 70 إلى 190 سم (28 إلى 75 بوصة). له ساق قوي وناعم مدبب يبلغ قطره حوالي 5 إلى 25 ملم (0.20 إلى 0.98 بوصة)، ينشأ من جذر سميك يشبه الجزر الأبيض أو اللفت.
الأوراق، كما يوحي اسم النوع، مشعرة. الأوراق حول قاعدة الساق لها أعناق ورقية متطورة جيدًا يبلغ عرضها حوالي 20 إلى 80 ملم (0.79 إلى 3.15 بوصة). ومثل الأوراق، فهي مشعرة أيضًا. لونها أبيض مائل للصفرة أو أصفر أو أخضر أو (نادرًا) أرجواني. شفرات الأوراق مثلثة الشكل إلى دلتاوية الشكل، وهي ريشية، مقسمة مرة إلى ثلاث مرات. عادة ما يكون التقسيم الفرعي الأخير للوريقة حوالي 8 إلى 32 ملم (0.31 إلى 1.26 بوصة) في ثابسيا. فيلوسا فار. فيلوسا؛ بينما يبلغ عرضها حوالي 1.5 إلى 3 ملم (0.059 إلى 0.118 بوصة) فقط في ثابسيا. فيلوسا فار. ديسكتا. حواف الأوراق مجعدة (مدورة) ذات حواف مسننة صغيرة مثلثة الشكل، كل منها ينتهي بشوكة صغيرة. الوريد الوسطي الرئيسي للأوراق (محور النورة) مغطى بكثافة بالشعر وأخضر فاتح إلى داكن على الجانب العلوي، بينما يكون أملس ورمادي مائل للصفرة إلى أخضر على الجانب السفلي. الأوراق أكبر في الأسفل وتصبح أصغر تدريجياً كلما ارتفعت على الساق. في الأجزاء العلوية من الساق، غالبًا ما تقلل الأوراق إلى مجرد أعناق تشكل أغلفة حول الساق.
مثل الأعضاء الآخرين في الجنس، فإن النورة من ثابسيا الزغبية عبارة عن مظلة مركبة شبه كروية إلى كروية. يحتوي على 9 إلى 29 شعاع ويبلغ قطره حوالي 6 إلى 12 سم (2.4 إلى 4.7 بوصة). عادة ما تكون الأوراق السفلية (القنابة) غائبة، على الرغم من أنه في حالات نادرة، قد يكون هناك واحد إلى ثلاثة، كل منها يبلغ طوله حوالي 6 إلى 40 ملم (0.24 إلى 1.57 بوصة) وشكلها رمحية. المظلات الفرعية شبه كروية إلى كروية. عادة ما تكون الأوراق السفلية الصغيرة غائبة أيضًا، على الرغم من أنه نادرًا ما يكون 1 أو 2 موجودًا. تحتوي كل مظلة فرعية على حوالي 18 إلى 43 زهرة، كل منها يحتوي على خمس بتلات بيضاوية صفراء زاهية. الثمار مستطيلة الشكل ويبلغ طولها حوالي 9 إلى 15 ملم (0.35 إلى 0.59 بوصة) وعرضها 6 إلى 11 ملم (0.24 إلى 0.43 بوصة). عندما تنضج، تكون بلون بني فاتح إلى داكن مع أربعة أجنحة صفراء إلى بنية مميزة للجنس. المظلة الرئيسية لها أزهار خنثى، تحتوي على كل من السداة والمدقة. قد تتطور مظلات أصغر من جوانب الساق والتي عادة ما تحتوي فقط على الأسدية. تذبل هذه المظلات بسرعة.
تختلف ثابسيا الزغبية اختلافًا كبيرًا في الشكل. عادة ما يُميز الصنفين، ثابسيا. فيلوسا فار. ديسكتا وثابسيا. فيلوسا فار. فيلوسا، من خلال عدد مرات تقسيم الورقة إلى وريقة. ثابسيا. فيلوسا فار. ديسكتا لها أوراق مقسمة بعمق مرتين أو ثلاث مرات إلى وريقة ضيقة وصغيرة. ثابسيا. فيلوسا فار. فيلوسا، في المقابل، عادة ما تُقسم مرة واحدة أو مرتين فقط. ومع ذلك، هناك العديد من الأشكال الوسيطة بين الصنفين ويمكن أن يكون التمييز بينهما صعبًا للغاية. العدد الكروموسومي ثنائي الصبغية (2n) لثابسيا الزغبية هو 22 أو 33 أو 44 أو 66.

## البيئة

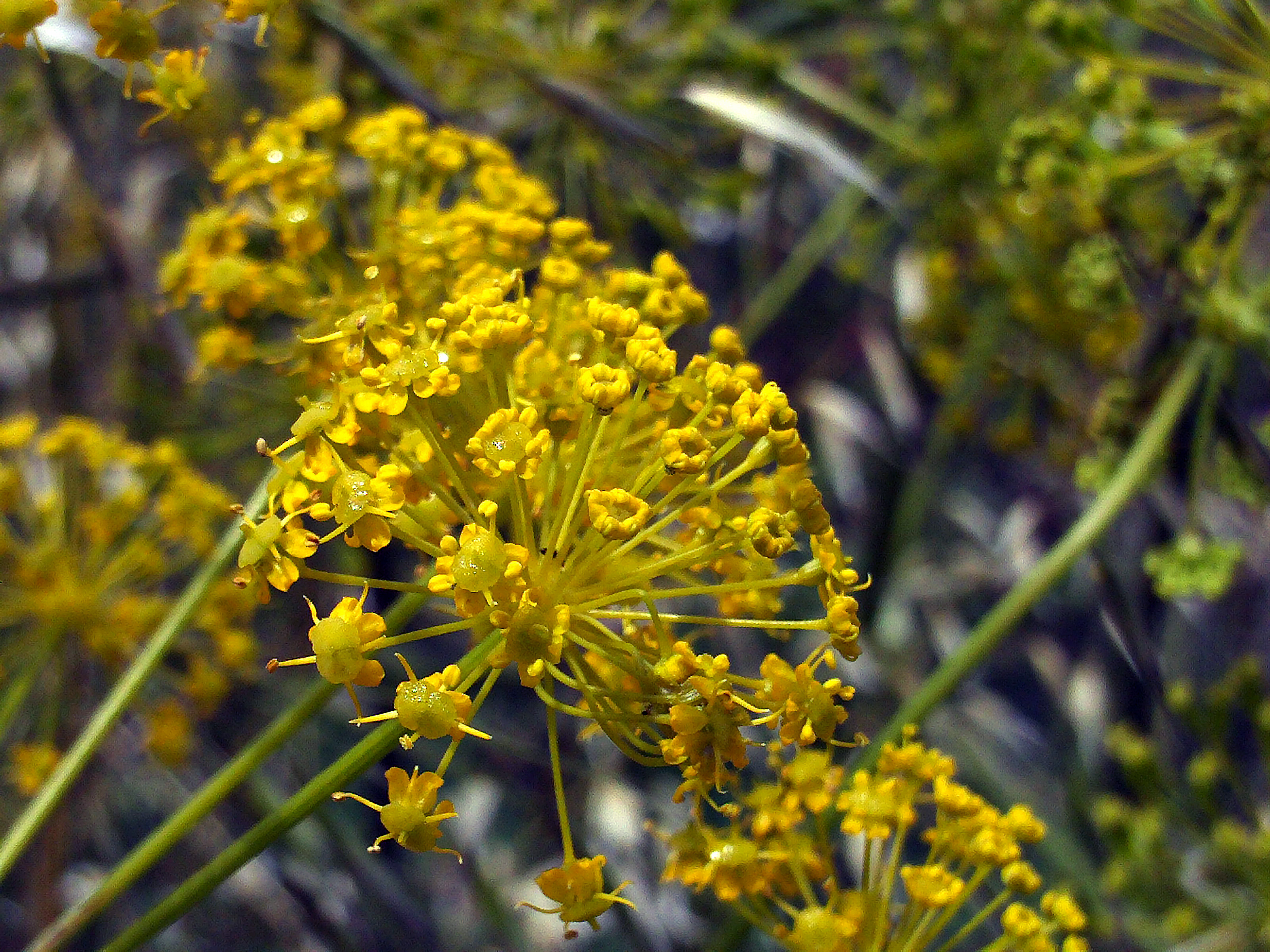
زهور مظلة ثابسيا زغبية

على عكس معظم أعضاء فصيلة الخيميات، تزهر ثابسيا الزغبية مبكراً، خلال شهري مايو ويونيو ويوليو. تُلقح الأزهار بواسطة مجموعة متنوعة من الحشرات. تتطور الأزهار إلى ثمار مجنحة تجف في أغسطس، بينما لا تزال أعضاء أخرى من الفصيلة عادةً في حالة ازدهار.

## التوزيع والموطن
المدى الأصلي لنبات ثابسيا الزغبية يمتد من جنوب فرنسا وشبه الجزيرة الإيبيرية (إسبانيا والبرتغال وجبل طارق) إلى شمال غرب إفريقيا (المغرب والجزائر وتونس). كما اُدخل إلى كورسيكا. يمكن العثور عليه ينمو على ارتفاعات تتراوح بين 0 و1800 متر (0 إلى 5906 قدم) فوق مستوى سطح البحر في الأراضي الشجرية والمناطق المفتوحة وبالقرب من الأراضي التي تنتشر فيها النباتات العشوائية مثل الطرق أو الحقول المزروعة.
في مداه الأصلي، غالبًا ما يُخلط بينه وبين نبات الكلخ الكبير المماثل له في المظهر، وهو نبات الشمر العملاق. يشترك نبات ثابسيا الزغبية والكلخ الكبير في بعض الأسماء الشائعة باللغة الإسبانية مثل كاناهيجا. من المحتمل أن تكون تقارير عن وجود ثابسيا الزغبية في جزر البليار نتيجة لخلطه مع ثابسيا جيمنيسكا.

## السمية
ثابسيا الزغبية سامة للغاية.يمكن أن يسبب ملامسة الجلد للجذور حكة شديدة وتورم.

## الاستخدامات

### الطب التقليدي
عُرفت الخصائص الطبية لأعضاء جنس ثابسيا منذ حوالي 300 قبل الميلاد. في الطب التقليدي، اُستخدمت جذور ثابسيا الزغبية كمُسهّل ومُقيِّئ. اُستخدم الراتنج المستخرج من الثابسيا الزغبية كعامل منفط (مُحرض لتقرحات الجلد) أو كمثير مضاد، مشابه للراتنج المستخرج من ثابسيا غارغانيكا. في إسبانيا، يُستخدم الراتنج أيضًا تقليديًا في سيغارا لعلاج الجرب. اُستخدم كلبخة مصنوعة من لحاء الجذر المنقوع في الزيت لتخفيف الألم وعلاج الروماتيزم. كما اُستخدم في شلمنقة لعلاج شقوق حوافر الخيول.

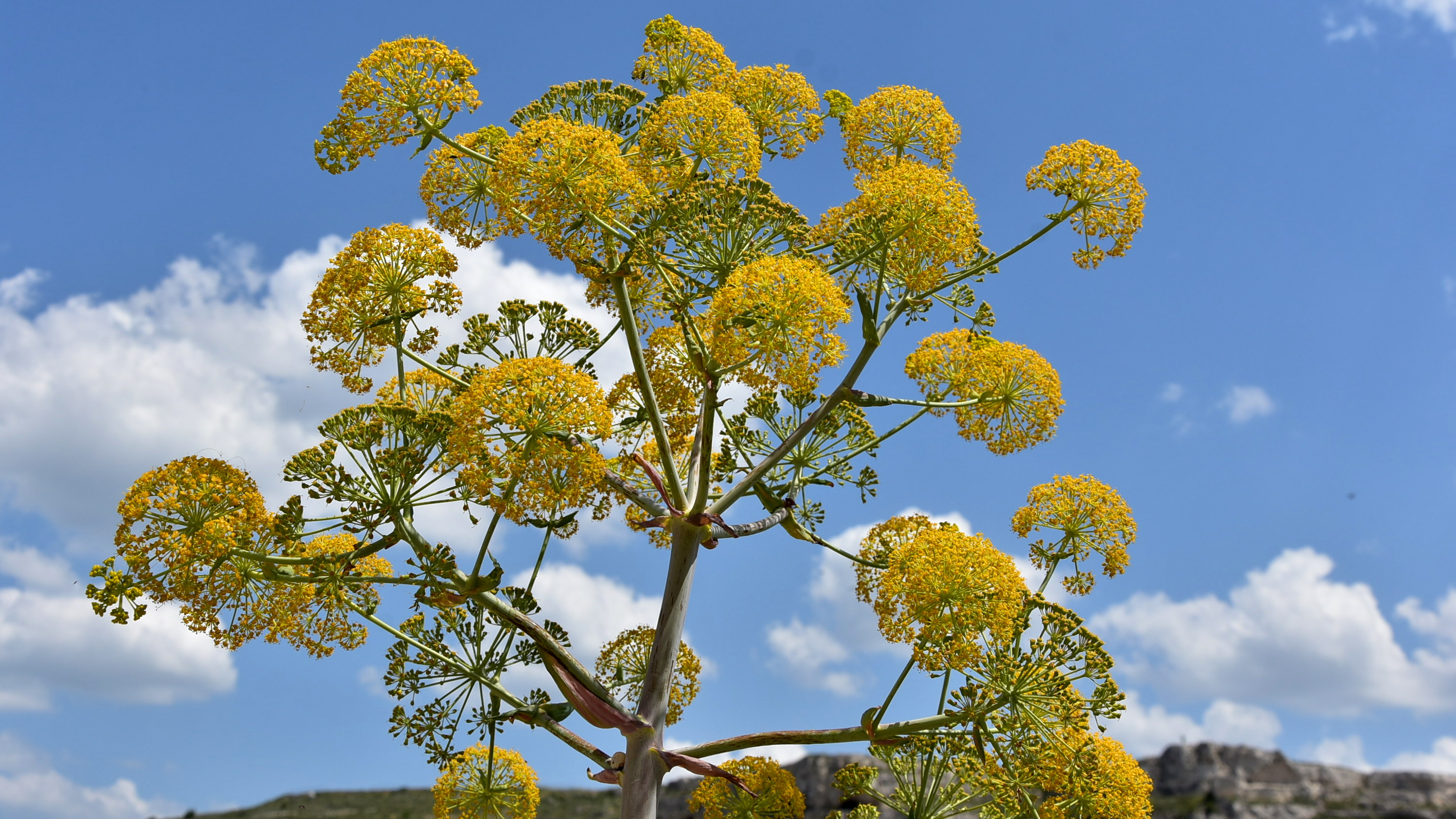
ثابسيا الزغبية في متيرة، إيطاليا

ومع ذلك، يُعتبر الاستخدام الطبي التقليدي للنبات الآن غير فعال إلى حد كبير وغير مستحسن بشدة بسبب الخطر الذي تسببه سموم ثابسيا الزغبية.

### البحث الطبي
إلى جانب نباتي ثابسيا غارغانيكا وثابسيا ترانستاجانا، يحتوي نبات ثابسيا فيلوسا على تربينويدات من فئة C-19، والتي تتميز بخصائص قوية في تثبيط مضخة كالسيوم الهيولية في المختبر. وهذا يثير اهتمام الباحثين الطبيين بسبب إمكاناتها في علاج الأمراض التنكسية العصبية مثل الزهايمر أو باركنسون.

### استخدامات أخرى
يستخدم السم المستخرج من جذور نبات ثابسيا فيلوسا تقليدياً من قبل الصيادين في كتالونيا كسمك سام لتخدير الأسماك، مما يسهل صيدها. كما تُستخدم مستخلصات لحاء الجذور من نبات ثابسيا فيلوسا منذ العصور القديمة كصبغة صفراء. وفي القرن الثامن عشر، اُستخدمت صبغة صفراء من أزهاره لتلوين الصوف. كما يزرع نبات ثابسيا فيلوسا كنبات زينة لأزهاره الصفراء الزاهية.